# Cheilotrichia (Cheilotrichia) gloriola
Cheilotrichia (Cheilotrichia) gloriola is een tweevleugelige uit de familie steltmuggen (Limoniidae). De soort komt voor in het Oriëntaals gebied.